# George D. Snell
George Davis Snell (Bradford, Massachusetts, 19 de diciembre de 1903 - Bar Harbor, Maine, 6 de junio de 1996) fue un genetista estadounidense; co-receptor del Premio Nobel de Fisiología y Medicina en el año de 1980, junto a Baruj Benacerraf y Jean Dausset, por su descubrimiento del Complejo mayor de histocompatibilidad (Major histocompatibility complex genes), que codifican las moléculas de la superficie de las células, de importancia para el que el sistema inmunitario pueda diferenciar los propio de lo ajeno.
Obtuvo un Ph.D. en la Universidad Harvard en 1930.

## Biografía
Nació el 19 de diciembre de 1903 en Bradford , Massachusetts. Cursó estudios en la Universidad de su ciudad natal. Profesor de Zoología en Datmouth y en la Brown University. En el año 1935 trabaja como investigador asociado en el Laboratorio Jackson de Bad Harbor (Maine). Fue miembro de la Academia de Ciencias de Estados Unidos, de la Academia Francesa de Ciencias y miembro honorario de la Sociedad Británica de Trasplantes. Su trabajos sirvieron para descubrir los factores genéticos que participan en el proceso de los trasplantes de órganos entre individuos de la misma especie. Definió que el éxito de las operaciones de trasplantes dependía de las moléculas proteicas de la superficie celular, las cuales son antígenos que tienen formas y estructuras características y son diferentes de un individuo a otro. Constató que el trasplante de los tejidos normales es controlado por los mismos genes dominantes, a los cuales denominó genes H o complejo mayor de histocompatibilidad, que es el mayor responsable de determinar si un tejido trasplantado puede ser rechazado. 
En 1978 fue galardonado con el Premio Wolf en Medicina y  en 1980 fue galardonado con el Premio Nobel de Medicina y Fisiología, por sus descubrimientos referentes a las estructuras genético resueltas en la superficie de la célula que regulan las reacciones inmunológicas.